# آلن بانیستر (دوچرخه‌سوار)
آلن بانیستر (انگلیسی: Alan Bannister; ۳ نوامبر ۱۹۲۲ – ۱۸ مهٔ ۲۰۰۷) دوچرخه‌سوار اهل بریتانیا بود.
وی در مسابقات کشوری و بین‌المللی در مجموع برندهٔ ۱ مدال نقره شده‌است.